# Touch It
Touch It to przebój amerykańskiego rapera, Busta Rhymesa. Zawiera sample'a z "Technologic" zespołu od muzyki elektronicznej, Daft Punk. Jako singel wydany 9 stycznia 2006, jako pierwszy promujący jego debiutancki album dla Aftermath Entertainment i Interscope, "The Big Bang".

## Wydanie singla
W UK "Touch It" zostało wydane 15 maja 2006. Jednak na listę przebojów UK mogą się dostać utwory dostępne do ściągnięcia w Internecie, tydzień przed oficjalnym wydaniem singla, "Touch It" znalazło się w pierwszej 40, wchodząc na #23 miejsce. Po oficjalnym wydaniu, utwór znalazł się na #6 miejscu, utrzymując się w pierwszej 30 na siedem tygodni. Jednak po wycofaniu kopii singla ze sprzedaży, "Touch It" zostało zdjęte z listy, jako że wprowadzono nową zasadę, mówiącą, że singel może zostać na liście przez dwa tygodnie po jego usunięciu.

## Lista utworów
1. "Touch It" (Radio)
2. "Touch It" (Dirty)
3. "Touch It" (Instrumental)
4. "Touch It" (Acapella)

## Remiks
Po wydaniu "Touch It", powstało wiele remiksów. W rezultacie powstało pięć popularnych wersji i klip, w którym wystąpili dobrze znani raperzy.

## Klip
W każdej scenie klipu, raperzy są ubrani w stroje pasujące do koloru tła. Po Busta Rhymesie kolejni raperzy występują w takiej kolejności: Mary J. Blige (na białym), Rah Digga (na różowym), Missy Elliott (na purpurowym, Lloyd Banks (na niebieskim), Papoose (na zielonym) i DMX (na czarnym). Busta Rhymes i jego przyjaciel, Spliff Star, występują na początku na czerwonym tle i na żółtym na końcu. Poza nimi w klipie można zobaczyć Seana Paula, DJ-a Kayslaya, Swizz Beatza, Winky'ego Wrighta i Félixa Trinidada.
Na 2006 BET Awards, Busta wystąpił na scenie z wersją klipową razem z Missy, Banksem, Mary J., Papoose'em i Rah Digga. DMX-a nie było na występie, ale jego część była grana na ekranie. Niespodzianką była ostatnia zwrotka wykonywana przez Eminema, który zaczął od kilku wersów Busta Rhymesa ze "Scenario" A Tribe Called Quest.

## Lista utworów

### Strona 1
1. "Touch It" (Remix - Clean) (ft. Mary J. Blige, Rah Digga & Missy Elliott)
2. "Touch It" (Remix - Clean) (ft. Lloyd Banks & Papoose)
3. "Touch It" (Remix - Clean) (ft. DMX)

### Strona 2
1. "Touch It" (Remix - Dirty) (ft. Mary J. Blige, Rah Digga & Missy Elliott)
2. "Touch It" (Remix - Dirty) (ft. Lloyd Banks & Papoose)
3. "Touch It" (Remix - Dirty) (ft. DMX)

## Inne wersje
- "Touch It" - Busta Rhymes
- "Touch It Remix" - Busta Rhymes ft. Jay-Z & Nas
- "Touch It Remix Part 1" - Busta Rhymes ft. DMX
- "Touch It Remix Part 2" - Busta Rhymes ft. Mary J. Blige, Rah Digga & Missy Elliott
- "Touch It Remix Part 3" - Busta Rhymes ft. Lloyd Banks & Papoose
- "Touch It Remix Part 4" - Busta Rhymes ft. Eminem (BET Awards'06)
- "Touch It Mega Remix" - Busta Rhymes ft. Lloyd Banks, DMX, Mary J. Blige, Ne-Yo, Papoose, Rah Digga & Missy Elliott
- "Touch It Ultimate Remix" - Busta Rhymes ft. Lloyd Banks, DMX, Mary J. Blige, Ne-Yo, Papoose, Rah Digga, Missy Elliott, Eminem, T.I., Method Man, Redman & Snoop Dogg
- "Touch It/Technologic" - Daft Punk (Alive 2007)